# Simon Jones (Schauspieler)
Simon Jones (* 27. Juli 1950 in Wiltshire, England) ist ein britischer Schauspieler.

## Leben
Jones studierte an der Cambridge University, wo er Mitglied des Theaterclubs Cambridge University Footlights Dramatic Club war. Andere prominente Mitglieder dieses Clubs waren unter anderem John Cleese, Graham Chapman und Eric Idle von Monty Python sowie Mark Wing-Davey und Douglas Adams.
Jones freundete sich mit Adams an, und als dieser im Jahr 1977 den Vertrag über eine BBC-Hörspielserie namens Per Anhalter durch die Galaxis unterschrieb, hatte er Jones bereits für die Rolle der Hauptfigur Arthur Dent vorgesehen; in späteren Interviews gab Adams sogar an, die Rolle speziell auf Jones zugeschnitten zu haben. Nach der 1978 entstandenen Hörspielserie spielte Jones den Arthur Dent auch in der gleichnamigen Fernsehserie von 1981 und in den Fortsetzungen der Hörspielserie, die von der BBC in den Jahren 2004 und 2005 ausgestrahlt wurden. Auch in der Hollywood-Verfilmung, Per Anhalter durch die Galaxis aus dem Jahr 2006, übernahm Jones einen Cameo-Auftritt.
Als Fernsehdarsteller machte Jones erstmals 1981 mit seiner Darstellung des Lord Brideshead in der erfolgreichen Miniserie Wiedersehen mit Brideshead auf sich aufmerksam. In den folgenden Jahrzehnten hatte er Gastauftritte in bekannten Fernsehserien wie Hart aber herzlich, Mord ist ihr Hobby und Oz – Hölle hinter Gittern. Mit den Mitgliedern von Monty Python spielte Jones 1983 in deren Film Der Sinn des Lebens, zwei Jahre später übernahm er auch eine kleinere Rolle in Terry Gilliams Filmklassiker Brazil. 
Beginnend mit den 1980er-Jahren arbeitete Jones auch häufiger in den USA und spielte dort Nebenrollen in Kinofilmen wie Green Card, Das Wunder von Manhattan und Twelve Monkeys. Nach vielen Auftritten am Londoner West End spielte Jones ebenfalls am New Yorker Broadway Theater. Seit Mitte der 2000er-Jahre steht Jones nur noch in größeren Zeitabständen vor der Kamera. 2019 übernahm er die Rolle des britischen Königs George V. in der Kinoverfilmung von Downton Abbey.

## Filmografie (Auswahl)
- 1976: Out of the Trees (Fernsehfilm)
- 1980: Sir Henry at Rawlinson End
- 1981: Per Anhalter durch die Galaxis (The Hitchhiker’s Guide to the Galaxy, Miniserie, 6 Folgen)
- 1981: Reds
- 1981: Wiedersehen mit Brideshead (Brideshead Revisited, Miniserie, 8 Folgen)
- 1983: Hey, Soldat – dein Täschchen brennt (Privates on Parade)
- 1983: Der Sinn des Lebens (Monty Python’s The Meaning of Life)
- 1983: Hart aber herzlich (Hart to Hart, Fernsehserie, Folge: London im Frühling)
- 1985: Der Preis des Reichtums (The Price, Miniserie, 4 Folgen)
- 1985: Brazil
- 1986: Blackadder II (Fernsehserie, Folge Kartoffeln)
- 1986: Club Paradise
- 1987: Mord ist ihr Hobby (Murder, She Wrote, Fernsehserie, Folge Witness for the Defense)
- 1988–1989: Die Tattingers (Tattingers, Fernsehserie, 4 Folgen)
- 1990: Green Card – Schein-Ehe mit Hindernissen (Green Card)
- 1991: Amerikanische Freundinnen (American Friends)
- 1991: Shrinks (Fernsehserie, 7 Folgen)
- 1992: Wege der Liebe (Loving, Fernsehserie, 13 Folgen)
- 1993: Ein Concierge zum Verlieben (For Love or Money)
- 1994: Das Wunder von Manhattan (Miracle on 34th Street)
- 1995: 12 Monkeys
- 1996: Matilda
- 1997: Vertrauter Feind (The Devil’s Own)
- 1997: Liberty! The American Revolution (Liberty!, Miniserie, 4 Folgen)
- 1998: Guru in Seven
- 1999: Die Thomas Crown Affäre (The Thomas Crown Affair)
- 2000, 2003: Oz – Hölle hinter Gittern (Oz, Fernsehserie, 2 Folgen)
- 2001: Law & Order: Special Victims Unit (Fernsehserie, Folge Der Liebesbote)
- 2002: Benjamin Franklin (Miniserie, 3 Folgen)
- 2005: Per Anhalter durch die Galaxis (The Hitchhiker’s Guide to the Galaxy)
- 2006: Griffin & Phoenix (Griffin and Phoenix)
- 2006: Spectropia
- 2013: The Search for Simon
- 2019: Downton Abbey
- 2022: The Gilded Age (Fernsehserie, 9 Folgen)